# Мозер, Евгений Вячеславович
Евге́ний Вячесла́вович Мо́зер (18 мая 1993, Омск) — российский хоккеист, центральный нападающий. Воспитанник омского хоккея.  Бронзовый призёр молодёжного чемпионата мира 2013. В настоящее время является свободным агентом.

## Биография
Евгений начал заниматься хоккеем в детских командах системы омского «Авангарда», однако в межсезонье 2011 года тренеры молодёжной команды «Омские Ястребы» посчитали, что Евгений недостаточно хорош для МХЛ, и не включили его в команду. В течение сезона 2011/2012 Мозер усердно тренировался самостоятельно по индивидуальному плану, а также принимал участие в матчах омской любительской лиги. Тренеры «Омских Ястребов», кстати ставших в сезоне 2011/2012 чемпионами МХЛ, заметили прогресс в игре Евгения и летом 2012 г. взяли его в команду.
На проходившем в августе в Омске Кубке мира среди молодёжных клубных команд Мозер стал лучшим снайпером «Ястребов», забив 5 голов в четырёх матчах. Его игру заметил главный тренер «Авангарда» Петри Матикайнен и пригласил его на тренировочный сбор главной омской команды. Здесь Евгений тоже не затерялся и сумел пробиться в основной состав «Авангарда» на первый матч регулярного чемпионата КХЛ. В течение осени Мозер закрепился в роли игрока четвёртого звена «Авангарда», проводя на площадке в среднем по 8 минут за матч. В игре против минского «Динамо» 22 октября 2012 г. Евгений открыл счёт своим голам во взрослом хоккее.
История 19-летнего паренька, попавшего в состав серебряного призёра чемпионата КХЛ после года в любительском хоккее, практически минуя молодёжную команду, привлекла внимание СМИ, осенью 2012 г. он был героем многих статей и репортажей.
В ноябре 2012 г. Мозер был вызван в молодёжную сборную России для участия в Subway Super Series.
В матчах первенств России за время выступлений за ДЮСШ «Авангард» за команду «Авангард»-93 провел 181 матч, забросил 69 шайб, сделал 72 передачи, набрал 64 минуты штрафа. В сезонах 2011, 2012 играл за команду ОмЮИ в первенстве Любительской Хоккейной Лиги города Омска (забросил 89 шайб, сделал 58 передач). Чемпион ЛХЛ 2012 года.
В сезонах 2013—2015 сыграл за «Авангард» 76 матчей, забросил 9 шайб, сделал 6 передач, набрал 34 минуты штрафа.
Выступал за «Омские Ястребы» (2013, 2014, 43 игры, 21 шайба 18 передач, 32 минуты штрафа), «Ермак» (Ангарск, 2014, два матча, одна шайба), «Пардубице» (Чехия, 2014, 12 матчей, две шайбы, 6 минут штрафа), «Торпедо» (Нижний Новгород, 2015, 2016, 45 матчей, 7 шайб).
Чемпион МХЛ 2013 года.
17 мая 2018 года в результате обмена с «Торпедо» (Нижний Новгород) пополнил состав московского «Динамо». 31 мая 2019 года его контракт с «Динамо» был расторгнут.

## Статистика
| Легенда | Легенда                    | Легенда | Легенда                   | Легенда | Легенда    |
| ------- | -------------------------- | ------- | ------------------------- | ------- | ---------- |
| И       | Количество проведённых игр | Штр     | Штрафное время            | +/−     | Плюс-минус |
| Г       | Голы                       | П       | Голевые передачи          | О       | Очки       |
| -       | Статистика неизвестна      | —       | Статистика не учитывалась |         |            |